# Liste des évêques de Saint-Louis du Sénégal
 (novembre 2024).
La mise en forme du texte ne suit pas les recommandations de Wikipédia : il faut le « wikifier ».
Les points d'amélioration suivants sont les cas les plus fréquents. Le détail des points à revoir est peut-être précisé sur la page de discussion.
- Les titres sont pré-formatés par le logiciel. Ils ne sont ni en capitales, ni en gras.
- Le texte ne doit pas être écrit en capitales (les noms de famille non plus), ni en gras, ni en italique, ni en « petit »…
- Le gras n'est utilisé que pour surligner le titre de l'article dans l'introduction, une seule fois.
- L'italique est rarement utilisé : mots en langue étrangère, titres d'œuvres, noms de bateaux, etc.
- Les citations ne sont pas en italique mais en corps de texte normal. Elles sont entourées par des guillemets français : « et ».
- Les listes à puces sont à éviter, des paragraphes rédigés étant largement préférés. Les tableaux sont à réserver à la présentation de données structurées (résultats, etc.).
- Les appels de note de bas de page (petits chiffres en exposant, introduits par l'outil «  Source ») sont à placer entre la fin de phrase et le point final[comme ça].
- Les liens internes (vers d'autres articles de Wikipédia) sont à choisir avec parcimonie. Créez des liens vers des articles approfondissant le sujet. Les termes génériques sans rapport avec le sujet sont à éviter, ainsi que les répétitions de liens vers un même terme.
- Les liens externes sont à placer uniquement dans une section « Liens externes », à la fin de l'article. Ces liens sont à choisir avec parcimonie suivant les règles définies. Si un lien sert de source à l'article, son insertion dans le texte est à faire par les notes de bas de page.
- La présentation des références doit suivre les conventions bibliographiques. Il est recommandé d'utiliser les modèles {{Ouvrage}}, {{Chapitre}}, {{Article}}, {{Lien web}} et/ou {{Bibliographie}}. Le mode d'édition visuel peut mettre en forme automatiquement les références.
- Insérer une infobox (cadre d'informations à droite) n'est pas obligatoire pour parachever la mise en page.

Pour une aide détaillée, merci de consulter Aide:Wikification.
Si vous pensez que ces points ont été résolus, vous pouvez retirer ce bandeau et améliorer la mise en forme d'un autre article.
Liste des évêques de Saint-Louis du Sénégal
(Dioecesis Sancti Ludovici Senegalensis)
La préfecture apostolique du Sénégal est créée en 1763, par détachement de l'évêché de Funchal.
Elle change de dénomination le 27 janvier 1936 pour devenir la préfecture apostolique de Saint-Louis du Sénégal.
Celle-ci est érigée en évêché le 15 février 1966.

## Sont préfets apostoliques
- 1763-décembre 1779 : siège vacant[1]
- décembre 1779-1783 : Dominique de Glicourt, préfet apostolique du Sénégal; nommé professeur de théologie morale au séminaire de Meaux en 1783.
- 1783-† 1784 : Antoine Coste, préfet apostolique du Sénégal.
- 5 novembre 1784-mars 1790 : Henri Ier Le Rendu[2], préfet apostolique du Sénégal.
- mars 1790-1794 : Aymar Charbonnier[3] (Aymar Joseph François Charbonnier), préfet apostolique du Sénégal († le 6 octobre 1802 à Saint-Louis).
- 1794-17 décembre 1816 : siège vacant[4]
- 17 décembre 1816- fin 1818 : Giovanni Ier Giudicelli[5] (Giovanni Vincenzo Giudicelli), préfet apostolique du Sénégal; est contraint de quitter Saint-Louis par le gouverneur de la colonie, le colonel Schmaltz.
- fin 1818-17 avril 1819 : ? Teyrasse[6] (ou Terrasse), préfet apostolique du Sénégal; est également contraint à quitter Saint-Louis par le gouverneur de la colonie, le colonel Schmaltz, à peine un mois après être arrivé. En partant, il prononce l'interdit sur la paroisse de Saint-Louis, qui ne sera levé qu'en août 1820.
- 17 avril 1819-29 août 1820 : siège vacant[7]
- 29 août 1820-20 juin 1822 : Henri Baradère[8], préfet apostolique du Sénégal.
- décembre 1822-† août 1824 : Bonaventure-Bernard Fournier, préfet apostolique du Sénégal.
- mars 1825-3 janvier 1833 : Claude-Marie Girardon, préfet apostolique du Sénégal.
- 3 janvier 1833-vers 1835 : ? Manahan, préfet apostolique du Sénégal.
- vers 1835-5 avril 1841 : ? Mareille, préfet apostolique du Sénégal.
- 12 juillet 1841-début 1845 : Jérôme Maynard (Jérôme Anselme Maynard), préfet apostolique du Sénégal.
- 12 septembre 1845-13 juillet 1848 : Jean II Arlabosse[9] (Jean Casimir Arlabosse), préfet apostolique du Sénégal.
- 13 juillet 1848-1849 : Laurent Vidal, préfet apostolique du Sénégal.
- 1849-† 15 septembre 1851 : Jean II Arlabosse (Jean Casimir Arlabosse), de nouveau préfet apostolique du Sénégal.
- 11 juillet 1852-† 21 avril 1854 : Isaïe-François Boulanger[10], préfet apostolique du Sénégal.
- 29 novembre 1854-3 mai 1856 : Emmanuel Barbier, préfet apostolique du Sénégal.
- 1856-† 29 décembre 1875 : Jean-Claude Duret, préfet apostolique du Sénégal; cumule ce siège avec celui du vicariat apostolique de Sénégambie à partir du 22 août 1873.
- 20 juin 1876-18 juin 1883 : François-Marie Duboin, préfet apostolique du Sénégal; cumule ce siège avec celui du vicariat apostolique de Sénégambie.
- 23 novembre 1883-† 23 juillet 1886 : François-Xavier Riehl, préfet apostolique du Sénégal; cumule ce siège avec celui du vicariat apostolique de Sénégambie.
- 14 juillet 1887-† 22 janvier 1889 : Mathurin Picarda, préfet apostolique du Sénégal; cumule ce siège avec celui du vicariat apostolique de Sénégambie à partir du 19 juillet 1887.
- 15 avril 1889-15 mars 1898 : Magloire-Désiré Barthet, préfet apostolique du Sénégal; cumule ce siège avec celui du vicariat apostolique de Sénégambie à partir du 30 juillet 1889.
- 15 mars 1898-6 juin 1899 : Jean-Baptiste Pascal, préfet apostolique du Sénégal.
- 6 juin 1899-† 13 juin 1900 : Joachim-Pierre Buléon, préfet apostolique du Sénégal; cumule ce siège avec celui du vicariat apostolique de Sénégambie.
- 27 février 1901-† 20 mars 1908 : François-Nicolas-Alphonse Kunemann, préfet apostolique du Sénégal; cumule ce siège avec celui du vicariat apostolique de Sénégambie.
- 13 février 1909-† 12 janvier 1920 : Hyacinthe-Joseph Jalabert, préfet apostolique du Sénégal; cumule ce siège avec celui du vicariat apostolique de Sénégambie.
- 26 juin 1920-† 25 décembre 1954 : Louis Le Hunsec, préfet apostolique du Sénégal, puis de Saint-Louis du Sénégal (27 janvier 1936); cumule ce siège avec celui du vicariat apostolique de Sénégambie jusqu'au 26 juillet 1926, date à laquelle il devient Supérieur Général de la Congrégation du Saint-Esprit. Après 1926, il reste préfet de Saint-Louis du Sénégal mais la préfecture reste administrée par les vicaires de Sénégambie.
- 28 janvier 1955-† 18 juin 1965 : Joseph Landreau, premier préfet apostolique de Saint-Louis du Sénégal autonome du vicariat apostolique de Sénégambie depuis Emmanuel Barbier (1856) et Jean-Baptiste Pascal (1899).

## Sont évêques
- 15 février 1966-† 12 janvier 1973 : Prosper Dodds (Prosper Paul Dodds)
- 12 janvier 1973-19 décembre 1974 : siège vacant
- 19 décembre 1974-22 février 2003 : Pierre Sagna
- 22 février 2003-12 janvier 2023 : Ernest Sambou
- 12 janvier 2023-2 avril 2025 : siège vacant
- depuis le 2 avril 2025 : Augustin Simmel Ndiaye

## Sources
- L'ANNUAIRE PONTIFICAL, sur le site http://www.catholic-hierarchy.org, à la page
- Sylvain Sankalé, « À la mode du pays : Chroniques saint-louisiennes d'Antoine François Feuiltaine, Saint-Louis du Sénégal 1788-1835 », éditions Riveneuve, Paris, 2008.
- H. Koren, « Les Spiritains : Trois siècles d'histoire religieuse et missionnaire », Beauchesne Éditeur, Paris, 1982.
- Joseph Roger de Benoist, « Histoire de l'Église catholique au Sénégal, du milieu du XVe siècle à l'aube du troisième millénaire », Éditions Librairie Clairafrique Université / Karthala, Dakar, 2008.
- P. Victor Lithard, « Manuel de Droit religieux de la Congrégation du S. Esprit et du S. Cœur de Marie », Imprimerie de Knechtsteden, 1921.